# كلارنس روز
كلارنس روز (بالإنجليزية: Clarence Rose)‏ هو لاعب غولف أمريكي، ولد في 8 ديسمبر 1957 في غولدزبورو في الولايات المتحدة.

## وصلات خارجية
- كلارنس روز على موقع رابطة لاعبي الغولف المحترفين (الإنجليزية)
- كلارنس روز على موقع رابطة اليابان للاعبي الغولف المحترفين (الإنجليزية)
- كلارنس روز على موقع التصنيف العالمي الرسمي للغولف (الإنجليزية)